# Halte de Monte-Carlo-Country-Club
Ne doit pas être confondu avec Gare de Monaco-Monte-Carlo ou Gare de Monte-Carlo.
La halte de Monte-Carlo-Country-Club est une halte ferroviaire française de la ligne de Marseille-Saint-Charles à Vintimille (frontière), située sur le territoire de la commune de Roquebrune-Cap-Martin, dans le département des Alpes-Maritimes, en région Provence-Alpes-Côte d'Azur.
Cette halte de la Société nationale des chemins de fer français (SNCF) est desservie par des trains du réseau régional TER Provence-Alpes-Côte d'Azur. Elle permet d'accéder aux Rolex Monte-Carlo Masters ; en dehors de ce tournoi, aucun train ne s'y arrête.

## Situation ferroviaire
Établie à 23 m d'altitude, la halte de Monte-Carlo-Country-Club est située au point kilométrique (PK) 243,480 de la ligne de Marseille-Saint-Charles à Vintimille (frontière), au débouché oriental du tunnel de Monaco, entre les gares de Monaco-Monte-Carlo et de Cap-Martin-Roquebrune.

## Fréquentation
De 2015 à 2023, selon les estimations de la SNCF, la fréquentation annuelle de la gare s'élève aux nombres indiqués dans le tableau ci-dessous.
| Année     | 2015   | 2016   | 2017   | 2018  | 2019 | 2020 | 2021 | 2022  | 2023   |
| --------- | ------ | ------ | ------ | ----- | ---- | ---- | ---- | ----- | ------ |
| Voyageurs | 11 956 | 11 709 | 13 295 | 5 592 | 340  | 88   | 0    | 7 624 | 16 170 |

## Service des voyageurs

### Accueil
Ce point d'arrêt présente la particularité de ne disposer que d'un seul quai latéral, donnant sur la voie en direction de Nice-Ville (voie 2). La halte est donc desservie uniquement par les trains circulant dans ce sens, obligeant les voyageurs à effectuer une correspondance dans les gares encadrantes lorsque le trajet est réalisé en sens inverse.

### Desserte
La halte de Monte-Carlo-Country-Club n'est desservie par des trains omnibus TER Provence-Alpes-Côte d'Azur (circulant entre Vintimille ou Menton, d'une part, et Nice-Ville, Cannes / Cannes-la-Bocca, Grasse ou Les Arcs - Draguignan, d'autre part) que pendant les Rolex Monte-Carlo Masters (tournoi de tennis professionnel se déroulant chaque année au mois d'avril) ; en dehors de cet évènement, aucun train ne s'y arrête.